# Nyctemera chalcosidia
Nyctemera chalcosidia là một loài bướm đêm thuộc phân họ Arctiinae, họ Erebidae.